# Підсумок новин
«Підсумок новин» (англ. Round-Up) — американський комедійний вестерн Роско Арбакла 1920 року, режисера Джорджа Мелфорда.
Сценарій до фільму написав Едмунд Дей і Том Форман, за п'єсою, в якої блискуче виступали на сцені Бродвею двоюрідний брат Роско Арбакла Майкл Арбакл і Юлія Діна в 1907 році. Саме Майкл вигадав знамениту фразу, яка використовується в рекламі фільму «Ніхто не любить товстунів».

## Сюжет

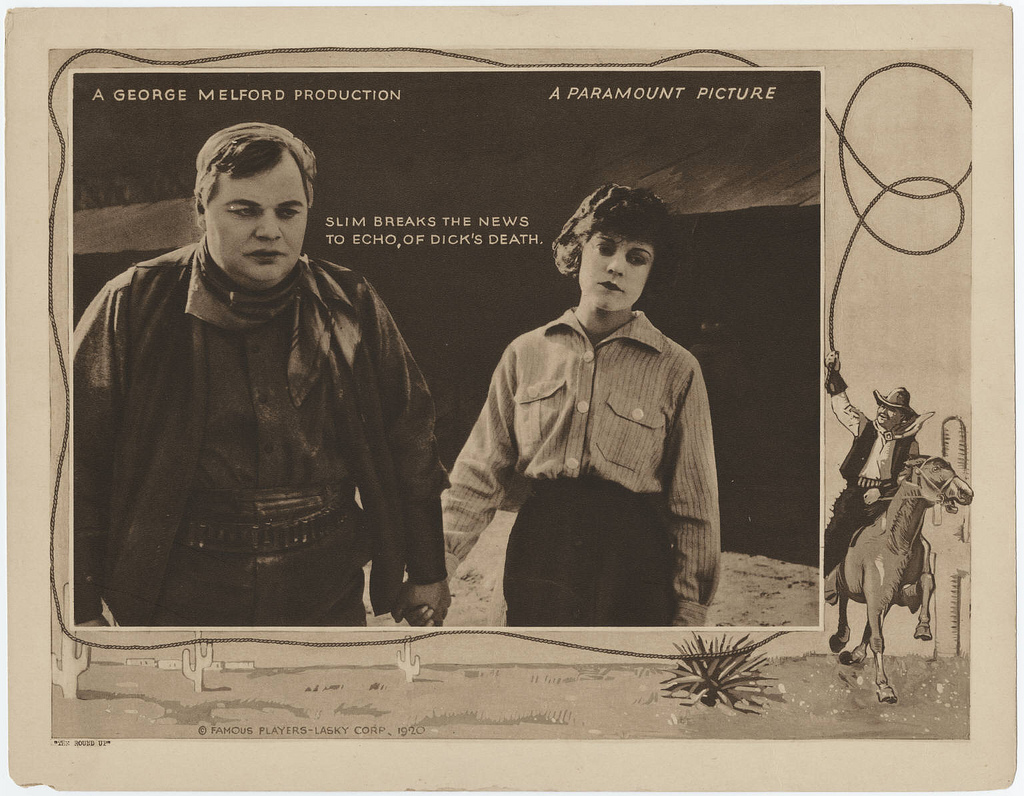
Постер до фільму

## У ролях
- Роско ’Товстун’ Арбакл — Слі Гувер
- Мейбл Жюльєнна Скотт — Ехо Ален
- Ірвінг Каммінгс — Дік Лен
- Том Форман — Джек Пейсон
- Джин Екер — Поллі Хоп
- Едвард П. Салліван — Бад Лен
- Воллес Бірі — Бак МакКей
- Джейн Вульф — Джозефін